# 恩特加
恩特加客户有限责任合伙公司（德語：GmbH & Co. KG）是德国一家能源供应商，总部设于达姆施塔特。该公司是HEAG南部能源的销售分公司。恩特加有超过一百万人的客户群，其中约425,000人在使用清洁能源。因此以用户数量计该公司亦是德国第二大清洁能源供应商。自2009年11月起恩特加也提供天然气，当中产生的二氧化碳排放量公司将通过植树造林计划补偿。